# پائولو دی آزیودو
پائولو دی آزیودو (انگلیسی: Paulo de Azevedo) (زاده ۳۱ دسامبر ۱۹۶۵) کارآفرین، بازرگان و مدیر ارشد اجرایی پرتغالی است، که در حال حاضر به‌عنوان مدیر عامل اجرایی شرکت سونائه فعالیت می‌نماید.